# Dactylanthias aplodactylus
Dactylanthias aplodactylus is een  straalvinnige vissensoort uit de familie van zaag- of zeebaarzen (Serranidae). De wetenschappelijke naam van de soort werd voor het eerst geldig gepubliceerd in 1858 door Bleeker.
De soort staat op de Rode Lijst van de IUCN als Onzeker, beoordelingsjaar 2009.